# Боркі (гміна Ядув)
Боркі (пол. Borki) — село в Польщі, у гміні Ядув Воломінського повіту Мазовецького воєводства.
Населення — 183 особи (2011).
У 1975-1998 роках село належало до Седлецького воєводства.

## Демографія
Демографічна структура станом на 31 березня 2011 року:
|          | Загалом | Допрацездатний вік | Працездатний вік | Постпрацездатний вік |
| -------- | ------- | ------------------ | ---------------- | -------------------- |
| Чоловіки | 90      | 25                 | 52               | 13                   |
| Жінки    | 93      | 21                 | 50               | 22                   |
| Разом    | 183     | 46                 | 102              | 35                   |